# Milan Biševac
Milan Biševac (in serbo Милан Бишевац?; Kosovska Mitrovica, 31 agosto 1983) è un allenatore di calcio ed ex calciatore serbo, di ruolo difensore, vice allenatore del RS Magny.

## Carriera

### Club

#### I primi anni in Serbia
Inizia la sua carriera da professionista nel 2001 indossando la maglia del BASK Belgrado, in terza divisione, dove disputa più di 52 partite dove mette a segno 5 reti fino a quando nel 2003 lascia il club e la terza divisione per approdare al Bežanija, militante nella seconda divisione serba-montenegrina, dove disputa 15 partite e mette a segno 1 rete per poi passare nel gennaio del 2004, nel massimo campionato serbo-montenegrino, al Železnik, dove rimane per soli 6 mesi totalizzando 14 presenze e 1 rete.

#### Stella Rossa

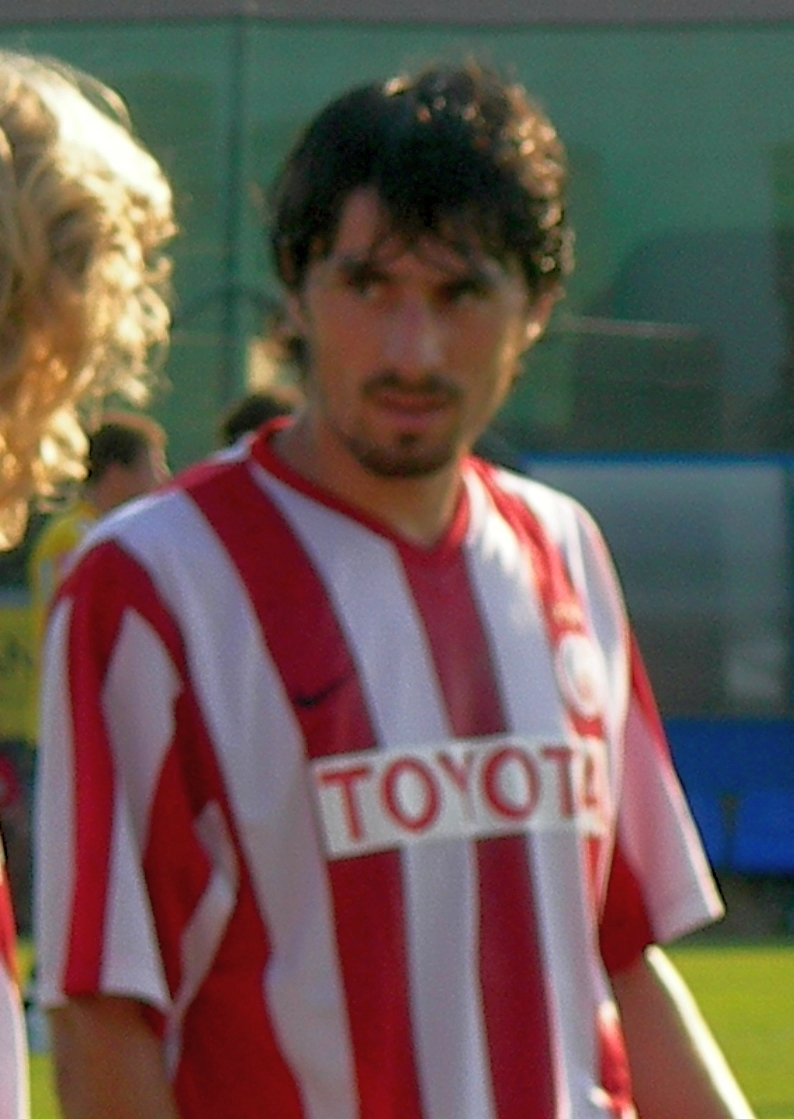
Biševac, nel 2006, ai tempi della Stella Rossa.

A giugno del 2004 si trasferisce alla Stella Rossa, per una cifra vicina ai 500.000 euro, imponendosi fin da subito come titolare inamovibile. Il 28 luglio successivo ottiene anche il suo esordio in campo internazionale, in occasione del 2º turno valido per la qualificazione alla Champions League pareggiato, per 2-2, contro gli svizzeri dello Young Boys.
Nella stagione seguente vince, da protagonista, sia il campionato che la coppa montenegrina facendo in modo di attirare a sé l'interesse di vari club europei. Partirà poi per la Francia a gennaio del 2007 lasciando la Stella Rossa con più di 75 presenze, 3 reti segnate e 2 trofei vinti.

#### Lens
Viene acquistato, per una cifra vicina a 1.5 milioni di euro, dal Lens nell'estate del 2006 firmando un contratto quadriennale ma per via di problemi familiari rimane alla Stella Rossa fino a gennaio 2007 quando finalmente riesce a trasferirsi in Francia. L'esordio in Ligue 1 arriva il 3 febbraio 2007 in occasione della vittoria esterna, per 1-3, contro il Valenciennes. il difensore serbo, per via di un infortunio alla schiena, disputa appena 11 presenze.
Nella stagione successiva riesce a ritagliarsi un posto importante nella squadra. Il 16 agosto 2007 disputa la sua prima partita internazionale con indosso la nuova maglia in occasione del 2º turno valido per la qualificazione alla Coppa UEFA contro gli svizzeri dello Young Boys. Il 20 gennaio 2008 arriva anche il primo gol in terra francese in occasione della vittoria casalinga, per 3-0, contro l'Olympique Lione. A fine stagione lascia il club, poiché quest'ultimo retrocede in Ligue 2, con un bottino di 45 presenze e 1 rete.

#### Valenciennes
Il 3 luglio 2008, per una cifra vicina ai 3 milioni di euro, passa al Valenciennes con il quale firma un contratto quadriennale. Vienne acquistato per sostituire la coppia Éric Chelle e Abdeslam Ouaddou ceduta in quella stessa estate. L'esordio arriva il 9 agosto 2008 in occasione della vittoria casalinga, per 1-0, contro il Saint-Étienne. Nella sua prima stagione totalizza 38 presenze.
Nella stagione successiva, il serbo viene nominato capitano della squadra andando a sostituire Rafael Schmitz, compagno che forma insieme a lui la coppia centrale difensiva titolare. Il 26 settembre 2009 mette a segno la sua prima rete con la maglia de Les Athéniens in occasione della vittoria casalinga, per 3-2, contro l'Olympique Marsiglia. A fine stagione mette insieme un bottino di 32 presenze e 2 reti.
Rimane al Valenciennes fino a giugno del 2011 prima di lasciare il club, con un totale 103 presenze e 4 reti, prima di trasferirsi al Paris Saint-Germain.

#### Paris Saint-Germain
Grazie alle sue buone prestazioni, prima nel Lens e poi nel Valenciennes, il 25 luglio 2011 lo portano ad essere acquistato dal PSG, per una cifra vicina a 3.2 milioni di euro, con il quale firma un contratto triennale. L'esordio arriva il 6 agosto successivo in occasione della sconfitta casalinga, per 0-1, contro il Lorient. Ben presto diviene il titolare della squadra parigina fino a quando non arriva il difensore uruguaiano Diego Lugano che gli fa perdere il posto da titolare e non appena giunge sulla panchina il nuovo allenatore Carlo Ancelotti viene anche impiegato come terzino destro trovandosi a concorrere per un posto da titolare con i terzini naturali Christophe Jallet e Ceará; tutto ciò lo porterà ad essere poco impiegato dall'allenatore. Il 28 gennaio 2012 mette a segno la sua prima rete con la maglia dei parigini in occasione della trasferta vinta per 0-1 contro lo Stade Brestois 29. Le prestazioni nel mese di gennaio lo portano ad essere eletto come il miglior giocatore del mese del campionato. Chiude la stagione con 25 presenze e 1 rete.
Nella stagione successiva, con l'acquisto di Thiago Silva e di tutti i grandi giocatori dell'era Al-Khelaïfi, Biševac decide di trasferirsi all'Olympique Lione.

#### Olympique Lione

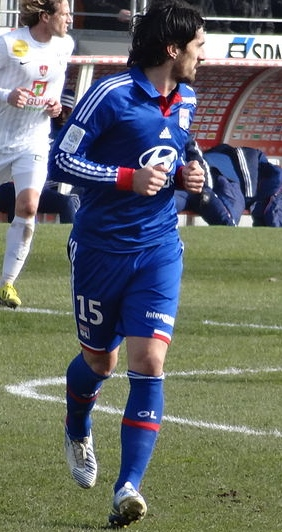
Biševac, nel 2013, con la maglia dell'Olympique Lione.

L'esordio con la maglia dei leoni arriva il 18 agosto 2012 in occasione della vittoria casalinga, per 4-1, contro il Troyes. Il 20 settembre successivo disputa anche la sua prima partita in campo internazionale con indosso la nuova maglia, disputando tutti i 90 minuti di gioco della prima partita della fase a gironi di Europa League vinta per 2-1 contro i cechi dello Sparta Praga. A fine stagione totalizza 36 presenze.
Il 30 luglio 2013 torna a giocare una partita di Champions League dopo 7 anni dall'ultima partita giocata, il match in questione è la vittoria, proprio grazie a un suo gol che fissa la partita sull'1-0, nel terzo turno di qualificazione contro gli svizzeri del Grasshopper. Il 19 aprile 2014 perde la finale di Coppa di Lega contro il PSG, sua ex squadra, per 1-2. La stagione si chiude con un bottino di 42 presenze e 1 rete.
A inizio 2015 si infortuna gravemente, subendo una rottura del legamento collaterale mediale del ginocchio destro che lo porta a stare fuori dal campo di gioco per diverso tempo. La terza stagione si conclude con appena 15 presenze.
Nella stagione successiva l'infortunio sembra recuperato ma per via dei molti mesi passati fuori dal campo non viene più calcolato dall'allenatore Hubert Fournier come prima scelta. Dopo appena 8 presenze decide di non firmare il rinnovo ed anzi di rescindere anticipatamente il contratto che lo legava al club francese. Il difensore serbo lascia il club dopo 101 presenze e 1 rete.

#### Lazio
Dopo quasi 10 anni passati in Francia decide di trasferirsi in Italia per indossare la maglia della Lazio firmando un contratto valevole per 18 mesi rinnovabile per un'ulteriore stagione. L'esordio arriva il 20 gennaio 2016 in occasione del quarto di finale di Coppa Italia perso, per 0-1, contro la Juventus. Invece quattro giorni più tardi arriva l'esordio in Serie A disputando da titolare la vittoria, per 4-1, contro il Chievo. L'8 maggio 2016 mette a segno la sua prima rete con la maglia della Lazio in occasione della trasferta vinta, per 1-3, contro il Carpi dove proprio lui apre le marcature: è la sua unica rete stagionale in 15 presenze.

#### Il ritorno in Francia: Metz
Il 24 agosto 2016, dopo aver risolto il contratto che lo legava per un ulteriore anno alla Lazio, firma con il Metz per due anni. Il 24 settembre seguente debutta con il club granata in una gara vinta per 1-0 in casa del Montpellier. Il giocatore verrà impiegato con abbastanza continuità, arrivando perfino a vestire la fascia da capitano in una gara contro il Lille. Termina l'annata 2016-2017 con 21 presenze in campionato. La stagione successiva il giocatore verrà impiegato con regolarità durante la prima parte della stagione, finendo poi per essere escluso totalmente dai piani della rosa nella seconda parte.

#### Esperienze lussemburghesi
Il 31 luglio 2018, Biševac si è trasferito del club lussemburghese F91 Dudelange. Fa il proprio debutto con il club il 16 agosto nella gara valida per i preliminari di Europa League contro il Legia Varsavia. Dieci giorni dopo debutta in campionato contro il Mondorf. Il 25 ottobre 2018 debutta ufficialmente in Europa League in una gara in casa contro l'Olympiacos (0-2). Il 4 novembre mette a segno la sua prima rete, in una gara vinta in casa del Rumelange (2-9). Termina la sua esperienza al club con 7 presenze totali tra tutte le competizioni.
Il 1º luglio 2019, firmerà per lo Swift Hesperange. In questa esperienza, però, non scenderà mai in campo in gare ufficiali.

#### RS Magny
Biševac, inizialmente, dirà addio al calcio giocato, salvo poi ritornarci, il 4 dicembre 2019, da vice-allenatore di una squadra francese militante nelle serie dei dilettanti: l'RS Magny. L'anno dopo, il 31 agosto 2020, il serbo annuncerà il suo ritorno in campo all'età di 37 anni, esordendo contro il CSJ Augny, in una vittoria 6-1.

### Nazionale
Ha partecipato, nel 2004, ai Campionati Europei Under-21 2004, con la Nazionale di calcio della Serbia e Montenegro Under-21, arrivando in finale, ma perdendo contro l'Italia. Nell'edizione del 2006, la formazione slava è invece arrivata alle seminifinali della manifestazione. Ha fatto parte della spedizione serbo-montenegrina all'Olimpiade di Atene 2004.
Il 16 agosto del 2006 fa il proprio debutto con la Nazionale serba, nel corso di una gara amichevole con la Rep. Ceca.

## Statistiche

### Presenze e reti nei club
Statistiche aggiornate al 24 agosto 2016.
| Stagione             | Squadra              | Campionato           | Campionato | Campionato | Coppe nazionali | Coppe nazionali | Coppe nazionali | Coppe continentali | Coppe continentali | Coppe continentali | Altre coppe | Altre coppe | Altre coppe | Totale | Totale |
| Stagione             | Squadra              | Comp                 | Pres       | Reti       | Comp            | Pres            | Reti            | Comp               | Pres               | Reti               | Comp        | Pres        | Reti        | Pres   | Reti   |
| -------------------- | -------------------- | -------------------- | ---------- | ---------- | --------------- | --------------- | --------------- | ------------------ | ------------------ | ------------------ | ----------- | ----------- | ----------- | ------ | ------ |
| 2001-2002            | BASK Belgrado        | SLB                  | 24         | 1          | CJ              | ?               | ?               | -                  | -                  | -                  | -           | -           | -           | 24     | 1      |
| 2002-2003            | BASK Belgrado        | SLB                  | 28         | 4          | CSM             | ?               | ?               | -                  | -                  | -                  | -           | -           | -           | 28     | 4      |
| Totale BASK Belgrado | Totale BASK Belgrado | Totale BASK Belgrado | 52         | 5          |                 | ?               | ?               |                    | -                  | -                  |             | -           | -           | 52+    | 5+     |
| 2003-gen. 2004       | Bežanija             | SL                   | 15         | 1          | CSM             | ?               | ?               | -                  | -                  | -                  | -           | -           | -           | 15+    | 1+     |
| gen.-giu. 2004       | Železnik             | PL                   | 14         | 1          | CSM             | ?               | ?               | -                  | -                  | -                  | -           | -           | -           | 14+    | 1+     |
| 2004-2005            | Stella Rossa         | PL                   | 24         | 1          | CSM             | ?               | ?               | UCL+CU             | 4+1                | 0+0                | -           | -           | -           | 29+    | 1+     |
| 2005-2006            | Stella Rossa         | PL                   | 21         | 0          | CSM             | ?               | ?               | CU                 | 5                  | 0                  | -           | -           | -           | 26+    | 0+     |
| 2006-gen. 2007       | Stella Rossa         | SL                   | 14         | 2          | CS              | ?               | ?               | UCL+CU             | 4+2                | 0+0                | -           | -           | -           | 20+    | 2+     |
| Totale Stella Rossa  | Totale Stella Rossa  | Totale Stella Rossa  | 59         | 3          |                 | ?               | ?               |                    | 16                 | 0                  |             | -           | -           | 75+    | 3+     |
| gen.-giu. 2007       | Lens                 | L1                   | 9          | 0          | CF+CdL          | 2+0             | 0+0             | CU                 | 0                  | 0                  | -           | -           | -           | 11     | 0      |
| 2007-2008            | Lens                 | L1                   | 26         | 1          | CF+CdL          | 1+3             | 0+0             | Int+CU             | 0+4                | 0+0                | -           | -           | -           | 34     | 1      |
| Totale Lens          | Totale Lens          | Totale Lens          | 35         | 1          |                 | 6               | 0               |                    | 4                  | 0                  |             | -           | -           | 45     | 1      |
| 2008-2009            | Valenciennes         | L1                   | 37         | 0          | CF+CdL          | 1+0             | 0+0             | -                  | -                  | -                  | -           | -           | -           | 38     | 0      |
| 2009-2010            | Valenciennes         | L1                   | 31         | 2          | CF+CdL          | 1+0             | 0+0             | -                  | -                  | -                  | -           | -           | -           | 32     | 2      |
| 2010-2011            | Valenciennes         | L1                   | 32         | 2          | CF+CdL          | 0+1             | 0+0             | -                  | -                  | -                  | -           | -           | -           | 33     | 2      |
| Totale Valenciennes  | Totale Valenciennes  | Totale Valenciennes  | 100        | 4          |                 | 3               | 0               |                    | -                  | -                  |             | -           | -           | 103    | 4      |
| 2011-2012            | Paris SG             | L1                   | 19         | 1          | CF+CdL          | 3+0             | 0+0             | UEL                | 3                  | 0                  | -           | -           | -           | 25     | 1      |
| 2012-2013            | O. Lione             | L1                   | 30         | 0          | CF+CdL          | 1+1             | 0+0             | UEL                | 4                  | 0                  | SF          | 0           | 0           | 36     | 0      |
| 2013-2014            | O. Lione             | L1                   | 27         | 0          | CF+CdL          | 2+3             | 0+0             | UCL+UEL            | 3+7                | 1+0                | -           | -           | -           | 42     | 1      |
| 2014-2015            | O. Lione             | L1                   | 13         | 0          | CF+CdL          | 1+0             | 0+0             | UEL                | 1                  | 0                  | -           | -           | -           | 15     | 0      |
| 2015-gen. 2016       | O. Lione             | L1                   | 6          | 0          | CF+CdL          | 0+0             | 0+0             | UCL                | 2                  | 0                  | SF          | 0           | 0           | 8      | 0      |
| Totale O. Lione      | Totale O. Lione      | Totale O. Lione      | 76         | 0          |                 | 8               | 0               |                    | 17                 | 1                  |             | 0           | 0           | 101    | 1      |
| gen.-giu. 2016       | Lazio                | A                    | 11         | 1          | CI              | 1               | 0               | UCL+UEL            | 0+3                | 0+0                | SI          | -           | -           | 15     | 1      |
| 2016-2017            | Metz                 | L1                   | 21         | 0          | CF+CdL          | 0+0             | 0+0             | -                  | -                  | -                  | -           | -           | -           | 21     | 0      |
| 2017-2018            | Metz                 | L1                   | 10         | 0          | CF+CdL          | 0+0             | 0+0             | -                  | -                  | -                  | -           | -           | -           | 10     | 0      |
| Totale Metz          | Totale Metz          | Totale Metz          | 31         | 0          |                 | 0               | 0               |                    | -                  | -                  |             | -           | -           | 31     | 0      |
| 2018-2019            | Dudelange            | DN                   | 3          | 1          | CL              | 1               | 0               | UEL                | 3                  | 0                  | -           | -           | -           | 7      | 1      |
| Totale carriera      | Totale carriera      | Totale carriera      | 415        | 18         |                 | 22+             | 0+              |                    | 46                 | 1                  |             | 0           | 0           | 483+   | 19+    |

### Cronologia delle presenze e reti in Nazionale
| Cronologia completa delle presenze e delle reti in nazionale ― Serbia | Cronologia completa delle presenze e delle reti in nazionale ― Serbia | Cronologia completa delle presenze e delle reti in nazionale ― Serbia | Cronologia completa delle presenze e delle reti in nazionale ― Serbia | Cronologia completa delle presenze e delle reti in nazionale ― Serbia | Cronologia completa delle presenze e delle reti in nazionale ― Serbia | Cronologia completa delle presenze e delle reti in nazionale ― Serbia | Cronologia completa delle presenze e delle reti in nazionale ― Serbia |
| Data                                                                  | Città                                                                 | In casa                                                               | Risultato                                                             | Ospiti                                                                | Competizione                                                          | Reti                                                                  | Note                                                                  |
| --------------------------------------------------------------------- | --------------------------------------------------------------------- | --------------------------------------------------------------------- | --------------------------------------------------------------------- | --------------------------------------------------------------------- | --------------------------------------------------------------------- | --------------------------------------------------------------------- | --------------------------------------------------------------------- |
| 16-8-2006                                                             | Uherské Hradiště                                                      | Rep. Ceca                                                             | 1 – 3                                                                 | Serbia                                                                | Amichevole                                                            | -                                                                     |                                                                       |
| 6-9-2006                                                              | Varsavia                                                              | Polonia                                                               | 1 – 1                                                                 | Serbia                                                                | Qual. Euro 2008                                                       | -                                                                     |                                                                       |
| 17-10-2007                                                            | Baku                                                                  | Azerbaigian                                                           | 1 – 6                                                                 | Serbia                                                                | Qual. Euro 2008                                                       | -                                                                     |                                                                       |
| 9-2-2011                                                              | Tel Aviv                                                              | Israele                                                               | 0 – 2                                                                 | Serbia                                                                | Amichevole                                                            | -                                                                     |                                                                       |
| 25-3-2011                                                             | Belgrado                                                              | Serbia                                                                | 2 – 1                                                                 | Irlanda del Nord                                                      | Qual. Euro 2012                                                       | -                                                                     |                                                                       |
| 29-3-2011                                                             | Tallinn                                                               | Estonia                                                               | 1 – 1                                                                 | Serbia                                                                | Qual. Euro 2012                                                       | -                                                                     | 83’                                                                   |
| 3-6-2011                                                              | Seul                                                                  | Corea del Sud                                                         | 2 – 1                                                                 | Serbia                                                                | Amichevole                                                            | -                                                                     |                                                                       |
| 7-6-2011                                                              | Melbourne                                                             | Australia                                                             | 0 – 0                                                                 | Serbia                                                                | Amichevole                                                            | -                                                                     | 74’                                                                   |
| 6-9-2011                                                              | Belgrado                                                              | Serbia                                                                | 3 – 1                                                                 | Fær Øer                                                               | Qual. Euro 2012                                                       | -                                                                     | 45’                                                                   |
| 15-8-2012                                                             | Belgrado                                                              | Serbia                                                                | 0 – 0                                                                 | Irlanda                                                               | Amichevole                                                            | -                                                                     | 46’                                                                   |
| 8-9-2012                                                              | Glasgow                                                               | Scozia                                                                | 0 – 0                                                                 | Serbia                                                                | Qual. Mondiali 2014                                                   | -                                                                     | 90’                                                                   |
| 11-9-2012                                                             | Novi Sad                                                              | Serbia                                                                | 6 – 1                                                                 | Galles                                                                | Qual. Mondiali 2014                                                   | -                                                                     |                                                                       |
| 12-10-2012                                                            | Belgrado                                                              | Serbia                                                                | 0 – 3                                                                 | Belgio                                                                | Qual. Mondiali 2014                                                   | -                                                                     |                                                                       |
| 16-10-2012                                                            | Skopje                                                                | Macedonia                                                             | 1 – 0                                                                 | Serbia                                                                | Qual. Mondiali 2014                                                   | -                                                                     | 26’                                                                   |
| 7-6-2013                                                              | Bruxelles                                                             | Belgio                                                                | 2 – 1                                                                 | Serbia                                                                | Qual. Mondiali 2014                                                   | -                                                                     | 90’                                                                   |
| 10-9-2013                                                             | Cardiff                                                               | Galles                                                                | 0 – 3                                                                 | Serbia                                                                | Qual. Mondiali 2014                                                   | -                                                                     |                                                                       |
| 15-11-2013                                                            | Dubai                                                                 | Russia                                                                | 1 – 1                                                                 | Serbia                                                                | Amichevole                                                            | -                                                                     |                                                                       |
| 5-3-2014                                                              | Dublino                                                               | Irlanda                                                               | 1 – 2                                                                 | Serbia                                                                | Amichevole                                                            | -                                                                     |                                                                       |
| 14-11-2014                                                            | Belgrado                                                              | Serbia                                                                | 1 – 3                                                                 | Danimarca                                                             | Qual. Euro 2016                                                       | -                                                                     |                                                                       |
| Totale                                                                |                                                                       | Presenze                                                              | 19                                                                    |                                                                       | Reti                                                                  | 0                                                                     |                                                                       |

## Palmarès

### Club
- Campionato serbomontenegrino: 1

Stella Rossa: 2005-2006
- Coppa di Serbia e Montenegro: 1

Stella Rossa: 2005-2006
- Campionato lussemburghese: 1

F91 Dudelange: 2018-2019
- Coppa del Lussemburgo: 1

F91 Dudelange: 2018-2019

### Individuale
- Ligue 1 Player of the Month: 1

Gennaio 2012